# Eclissi solare del 18 agosto 1868
L'eclissi solare del 18 agosto 1868 è un evento astronomico che ha avuto luogo il suddetto giorno attorno alle ore 5.12 UTC.
L'eclissi, di tipo totale, è stata visibile in alcune parti dell'Asia e dell'Oceania.
L'eclissi è durata 6 minuti e 47 secondi.